# لويس جوردن
لويس جوردن (بالإنجليزية: Louis Jordan)‏ (و. 1908 – 1975 م) هو مغني، وممثل، وعازف ساكسفون، وعازف جاز، من الولايات المتحدة الأمريكية، ولد في أركنساس، توفي في لوس أنجلوس، عن عمر يناهز 67 عاماً بسبب نوبة قلبية.

## وصلات خارجية
- لويس جوردن على موقع IMDb (الإنجليزية)
- لويس جوردن على موقع الموسوعة البريطانية (الإنجليزية)
- لويس جوردن على موقع روتن توميتوز (الإنجليزية)
- لويس جوردن على موقع ميوزك برينز (الإنجليزية)
- لويس جوردن على موقع أول موفي (الإنجليزية)
- لويس جوردن على موقع قاعدة بيانات برودواي على الإنترنت (الإنجليزية)
- لويس جوردن على موقع أول ميوزيك (الإنجليزية)
- لويس جوردن على موقع ديسكوغز (الإنجليزية)
- لويس جوردن على موقع قاعدة بيانات الفيلم (الإنجليزية)